# Alto Alegre (São Paulo)
Alto Alegre é um município brasileiro do estado de São Paulo. Sua população estimada em 2024 pelo IBGE era de 3.883 habitantes. O município é formado pela sede e pelos distritos de Jatobá e São Martinho d'Oeste.

## História
O distrito de Alto Alegre foi criado pelo Decreto-lei Estadual n.º 6.713, de 29 de setembro de 1934, e era subordinado ao município de Penápolis. Foi elevado à categoria de município pela Lei Estadual n.º 2.456, de 30 de dezembro de 1953 sendo desmembrado de Penápolis. Na época era formado por 2 distritos: Alto Alegre e São Martinho d'Oeste, em 1960 foi acrescentado o distrito de Jatobá.

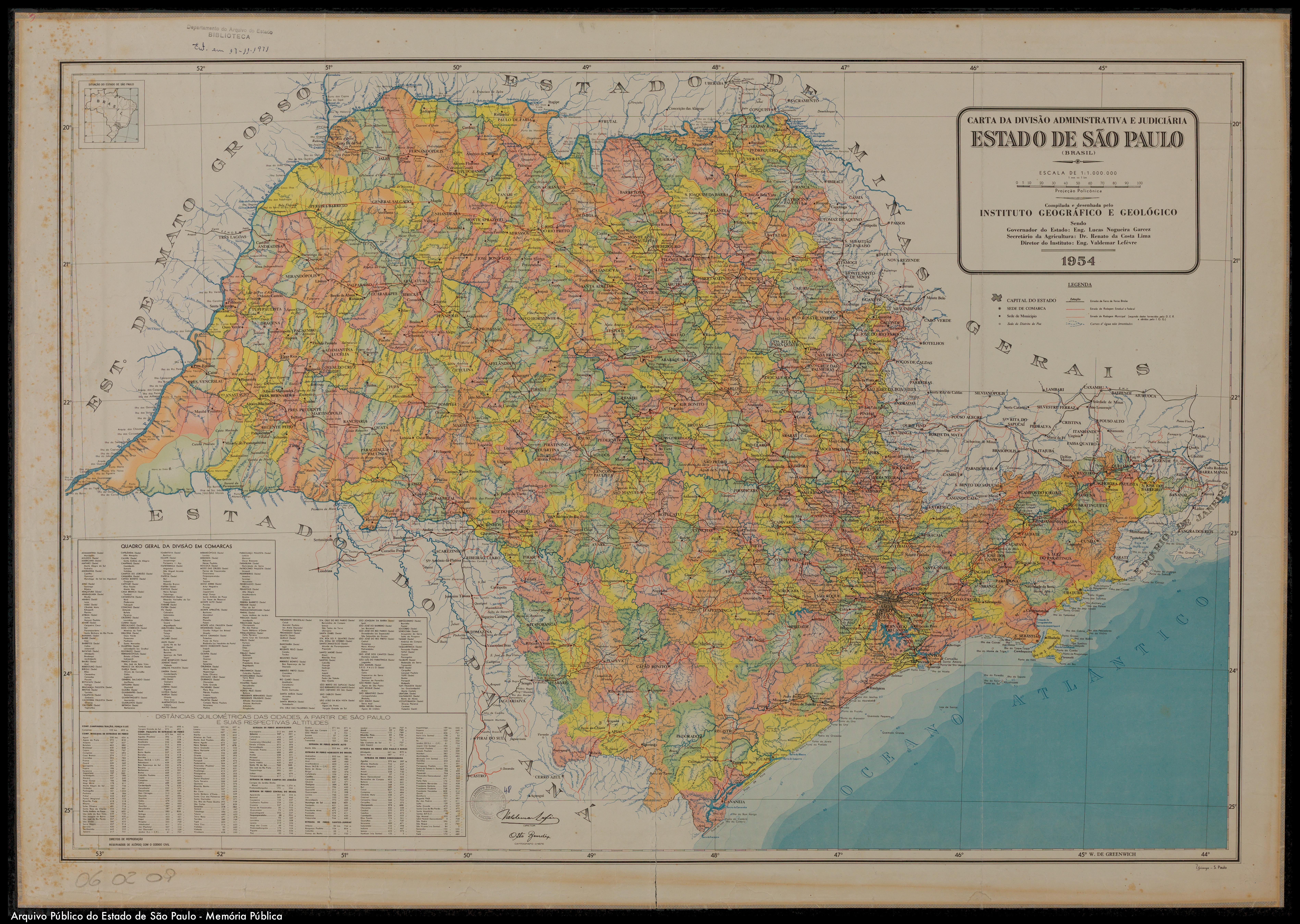
Estado de São Paulo (1953).

## Geografia
Localiza-se a uma latitude 21º34' Sul e a uma longitude 50º09' Oeste. Possui uma área de 318,216 km². A cidade localiza-se distante cerca de 23 quilômetros de Penápolis e faz divisa com Penápolis ao Norte, Luiziânia à Sudoeste, Promissão ao Leste, Getulina ao Sul e Braúna ao Oeste.

### Hidrografia
- Rio Aguapeí

### Rodovias
- SP-419

## Demografia

### População
| Crescimento populacional                             | Crescimento populacional | Crescimento populacional | Crescimento populacional |
| Ano                                                  | População Total          |                          | %±                       |
| ---------------------------------------------------- | ------------------------ | ------------------------ | ------------------------ |
| 1958                                                 | 9 785                    |                          | —                        |
| 1960                                                 | 10 304                   |                          | 5,3%                     |
| 1970                                                 | 7 473                    |                          | −27,5%                   |
| 1980                                                 | 6 080                    |                          | −18,6%                   |
| 1991                                                 | 4 787                    |                          | −21,3%                   |
| 2000                                                 | 4 261                    |                          | −11,0%                   |
| 2010                                                 | 4 102                    |                          | −3,7%                    |
| 2022                                                 | 3 841                    |                          | −6,4%                    |
| Est. 2024                                            | 3 883                    | [ 10 ]                   | 1,1%                     |
| Fontes: Censos Demográficos IBGE e Estimativas SEADE |                          |                          |                          |

## Política e administração
- Prefeito: Carlos Sussumi Ivama  (2021 - 2024)
- Vice-prefeito: Adhemar Martins Flores

## Infraestrutura

### Comunicações
O sistema de telefones automáticos foi inaugurado na cidade em 1985 pela Telecomunicações de São Paulo (TELESP), que também implantou o sistema de discagem direta à distância (DDD) em 1988 com o código de área (0186). Anteriormente a cidade era atendida pela Companhia Telefônica Brasileira (CTB).
Na década de 90 o código DDD da cidade foi alterado para (018), para padronização do sistema telefônico com a telefonia celular que estava sendo implantada em todo o estado.

## Religião
O Cristianismo se faz presente na cidade da seguinte forma:

### Igreja Católica
- A igreja faz parte da Diocese de Lins.[19]

### Igrejas Evangélicas
Entre as igrejas protestantes históricas, pentecostais e neopentecostais, encontram-se na cidade:
- Assembleia de Deus Ministério do Belém.[22][23]
- Congregação Cristã no Brasil.[24]